# Чемондаєвка
Чемонда́євка (рос. Чемондаевка) — село у складі Чаїнського району Томської області, Росія. Входить до складу Підгорнського сільського поселення.

## Населення
Населення — 186 осіб (2010; 206 у 2002).
Національний склад (станом на 2002 рік):
- росіяни — 72 %
- чуваші — 26 %